# Armes V
Cet article porte sur l'utilisation offensive des armes V et la campagne militaire dans laquelle elles ont été employées. Pour la description des armes, voir V1 (missile), V2 (missile) et V3 (canon). Pour les autres super-armes allemandes, voir Wunderwaffe.

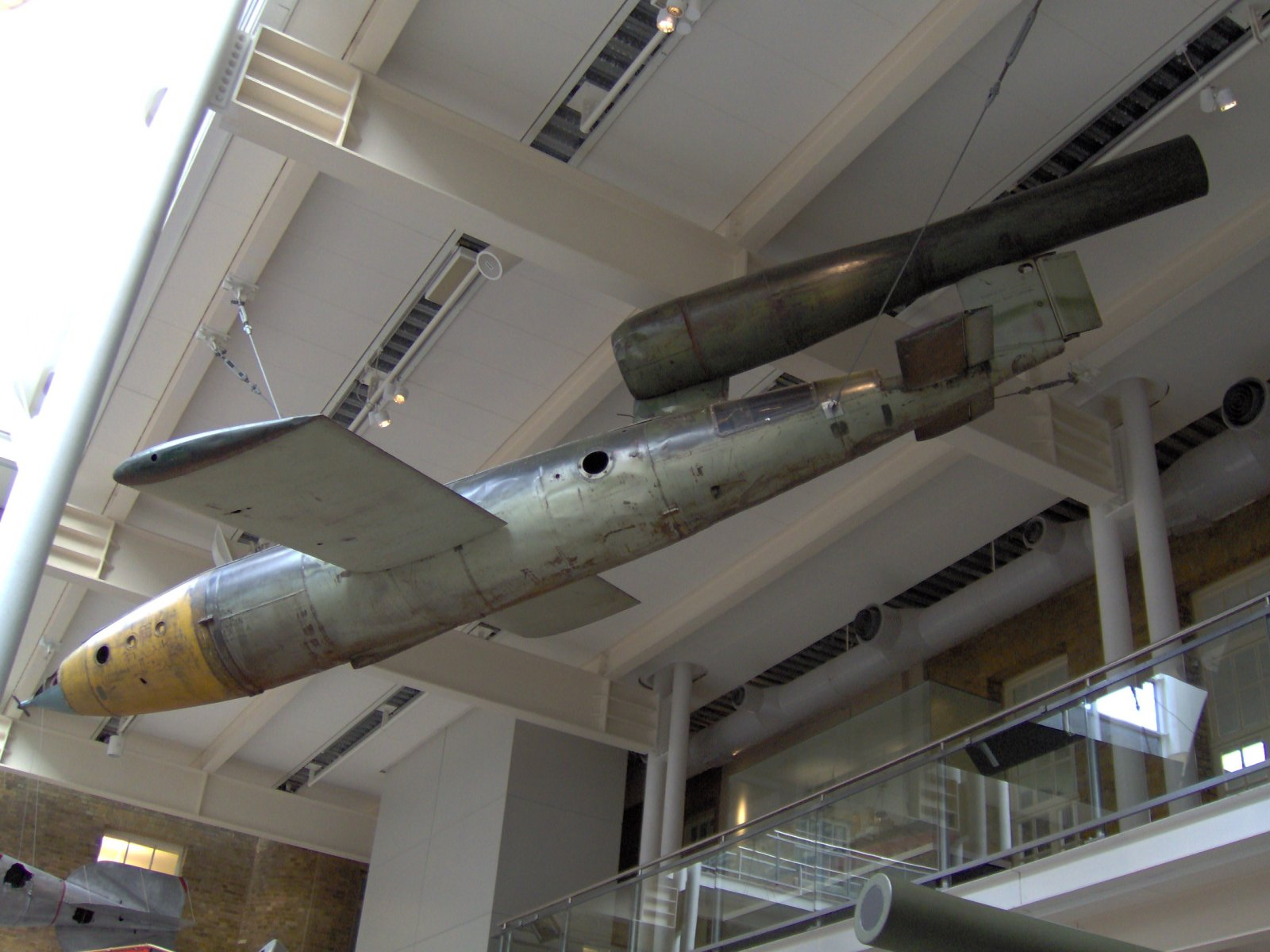
V1 restauré à l'Imperial War Museum de Londres.

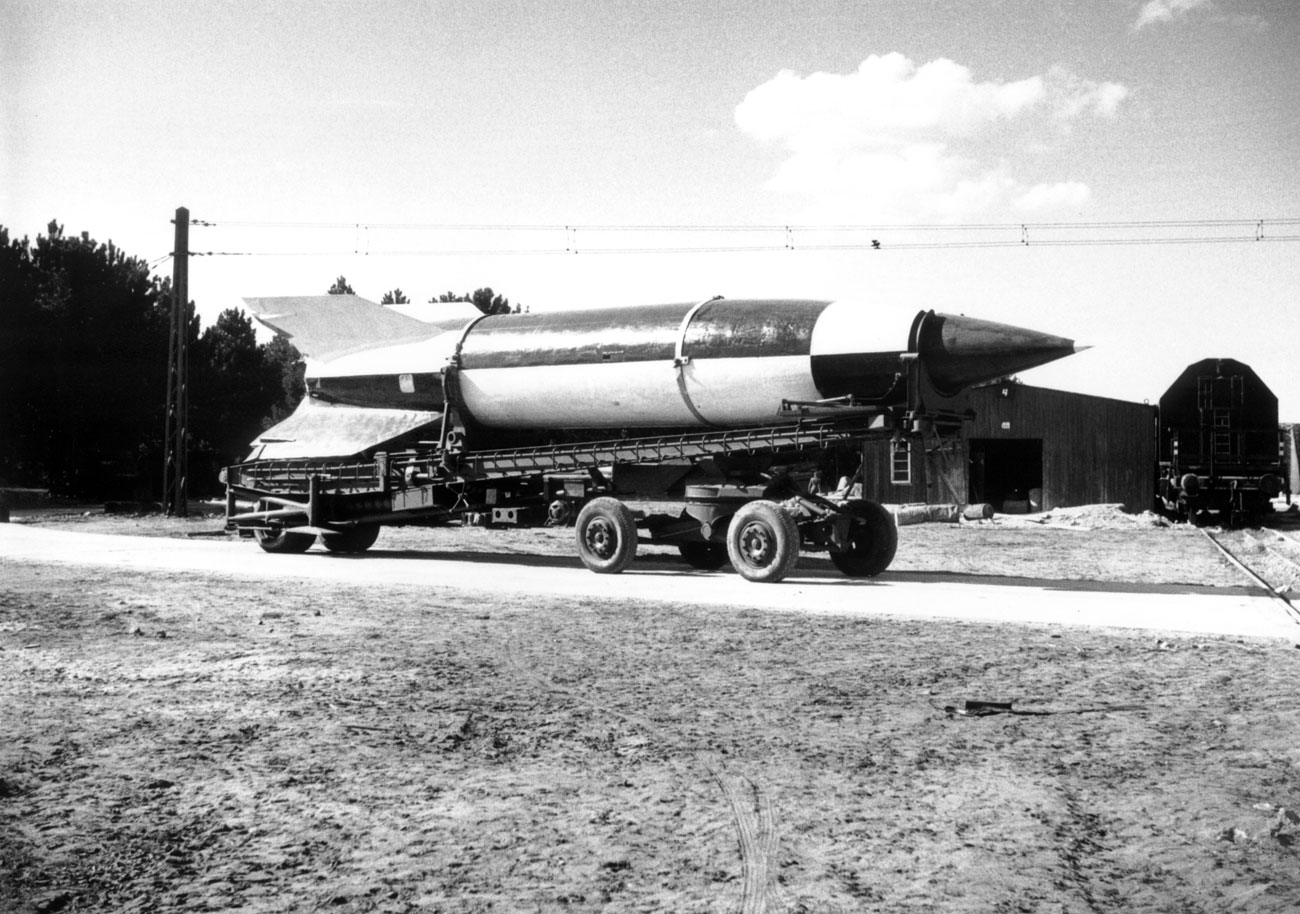
V-2 sur un Meillerwagen.

Les armes V, connues sous leurs noms originels allemand Vergeltungswaffen (en français : « armes de vengeance », « armes de représailles »), étaient un ensemble particulier de pièces d'artillerie conçues pour le bombardement stratégique pendant la Seconde Guerre mondiale, en particulier pour les bombardements de terreur et/ou le bombardement aérien de villes,. Elles comprenaient la bombe volante V-1, la fusée V-2 et le canon V-3. Toutes ces armes étaient destinées à une utilisation dans la campagne militaire contre le Royaume-Uni, bien que seuls les V-1 et les V-2 aient effectivement été utilisés dans la campagne de 1944-45. Après le débarquement des Alliés en France et leur progression en Europe continentale, ces armes furent également utilisées contre des cibles sur le continent.
Elles faisaient partie des prétendues Wunderwaffen (en français : super-armes) de l'Allemagne nazie.

## Développement
Dès le 28 juin 1940, une justification des bombardements de terreur avait été avancée pour le projet A4 (fusée V-2) lancé lors d'une réunion entre le responsable des munitions pour l’armée de terre Emil Leeb et le commandant en chef de la Wehrmacht, Walther von Brauchitsch. Après l'échec relatif du raid de Baedeker sur la Grande-Bretagne en 1942, le développement à la fois de la bombe volante et de la fusée s'accéléra, avec pour cible désignée la Grande-Bretagne. Le 29 septembre 1943, Albert Speer promit publiquement des représailles aux bombardements massifs des villes allemandes grâce à une « arme secrète ». Ensuite, le 24 juin 1944, le ministère de la Propagande du Reich parla officiellement du missile guidé "Vergeltungswaffe 1" annonçant implicitement qu’il y aurait une autre arme de ce type. Après le premier lancement opérationnel du A-4 en septembre 1944, la fusée fut rebaptisée V-2, (même si personne ne sait exactement qui lui a donné ce nom). Cependant, le manuel d'exploitation du V-2, distribué aux batteries de tir, continuait d’utiliser le nom de A-4 pour la fusée.

## Offensives utilisant les armes V contre le Royaume-Uni en 1944-1945

### Le V-1
À partir d’octobre 1943, la construction de sites de lancement pour le V-1 fut lancée dans le nord de la France, dans la zone côtière de Calais au Havre. Les bombardements aériens sur ces sites par les armées de l'air alliées n'avaient que partiellement été couronnés de succès et en juin 1944, ils étaient prêts pour les premiers lancements. Pressé par le débarquement en Normandie du 6 juin, le  13 juin 1944 au petit matin, la première attaque bombe volante V- 1 fut lancée sur Londres,. Dix missiles furent lancés, dont quatre atteignirent l'Angleterre. Le premier d'entre eux tomba près de Swanscombe, sans faire de victimes. À Bethnal Green, cependant, un pont fut  détruit et six personnes fut tuées et neuf autres blessées. Après le 15 décembre, les attaques atteignirent le rythme d’environ 100 par jour. Avec la première attaque des Britanniques lance l’opération Diver qui avait été pré-planifiée (d’après le nom de code "Diver" utilisé pour le V-1).
Le bourdonnement du pulsoréacteur du V-1 était comparé par certains au bruit du moteur d’«une moto en mauvais état ». Lorsqu’il atteignait son objectif et plongeait, le bruit du réacteur pétaradant, suivi d'un inquiétant silence avant l'impact, était assez terrifiant. Le soudain silence était aussi un avertissement à chercher un abri (plus tard les V-1 furent modifiés pour conserver la poussée lors de la descente). Au moins une entreprise à Londres annonça le temps nécessaire pour un client pour accéder à l’abri le plus proche. Malgré cela, les conditions nuageuses et pluvieuses des mois de juin et juillet aidèrent à l'efficacité de l'arme et les pertes étaient élevées. À la fin août, un million et demi de personnes avaient quitté Londres et la production avait été affectée. À la fin de l'été et de l'automne, cependant, des contre-mesures de plus en plus efficaces de lutte contre le V-1 furent mises en œuvre et les gens commencèrent à rentrer à Londres.
Un total de 9 251 V-1 fut tiré sur des cibles en Grande-Bretagne, dont une grande majorité visant Londres; 2 515 atteignirent la ville, tuant 6 184 civils et en blessant 17 981. Croydon, au sud, sur la trajectoire des V1 fut elle touchée à 142 reprises.

### Le V-2

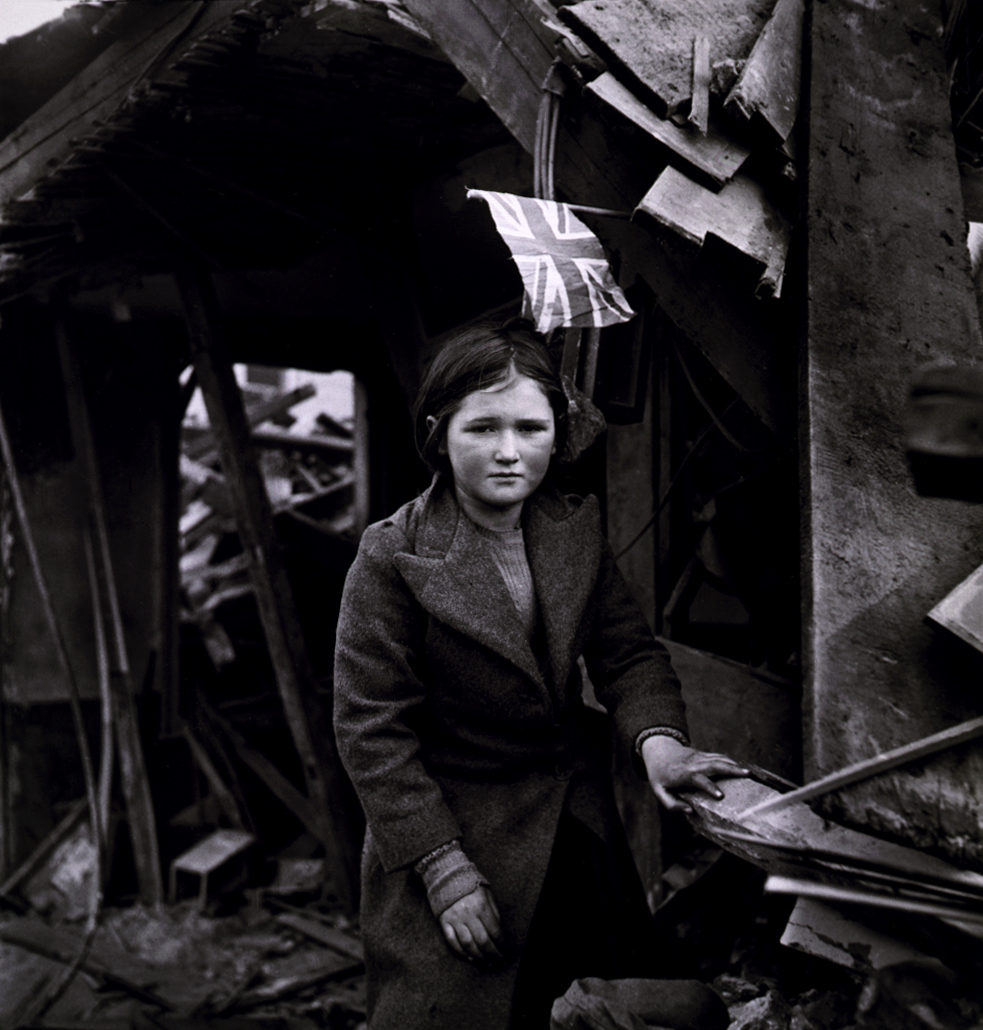
Après un bombardement de V-2 à Battersea, Londres le 27 janvier 1945.

Les sites de lancement de fusée V-2 furent érigés par les Allemands près de La Haye aux Pays-Bas le 6 septembre 1944. La première fut lancée de ce pas de tir contre Londres le 8 septembre 1944 et on estimait à 5 minutes le temps pour la fusée pour parcourir les quelque 300 kilomètres séparant la Haye à Londres. Elle tomba le 8 septembre à 18 h 43 sur Chiswick causant la mort de treize personnes. En octobre, l'offensive devint soutenue. Le 25 novembre 1944 eut lieu une frappe particulièrement dévastatrice quand un V-2 explosa au magasin Woolworth (en) dans New Cross Road (marqué par une plaque sur le site actuellement occupé par un supermarché Iceland), tuant 168 personnes et en blessant grièvement 121. L’interception en vol des fusées supersoniques V-2 s’avéra pratiquement impossible et les contre-mesures, comme le bombardement des sites de lancement relativement inefficaces. Un bombardement soutenu se poursuivit jusqu'en mars 1945. Les derniers missiles tombèrent le 27 mars 1945, l'un d'eux tuant 134 personnes et en blessant 49 quand il frappa un immeuble d'habitation à Stepney.
1 115 V-2 furent tirés contre le Royaume-Uni. La grande majorité d'entre eux visaient à Londres, mais environ 40 ciblaient (et ratèrent) Norwich. Ils tuèrent un total estimé de 2 754 personnes à Londres et en blessèrent 6 523. De plus, 2 917 personnels de service furent tués à la suite de la campagne de tirs des armes V. Comme le V-2 ne pouvait pas être entendu (et a été rarement vu) alors qu'il s'approchait de sa cible, son effet psychologique « en souffrit par rapport au V-1 ».
L'offensive basée sur les armes V prit fin en mars 1945, avec la dernière frappe de V-2 dans le Kent le 27 mars et les dernières de V-1 deux jours plus tard. En termes de victimes, leurs effets ont été moindres que ce que leurs concepteurs avaient espéré ou que leurs victimes avaient craint, même si les dommages étaient importants, avec 20 000 maisons endommagées le jour du pic de la campagne de terreur, provoquant une énorme crise du logement dans le sud-est de l'Angleterre à la fin de 1944 et au début de 1945.
La terreur de l'attaque de V-2 sur Londres est le thème du roman de Thomas Pynchon, Rainbow Gravity.

### Le V-3
Le canon V-3, également conçu pour tirer sur Londres, ne fut jamais utilisé à cette fin en raison des attaques alliées sur les installations de lancement, spécialement sur la forteresse de Mimoyecques, et de l'offensive dans le nord de l'Europe en 1944 qui permit de se saisir des sites de tirs. En conséquence, sa destination initiale fut modifiée, à l'hiver 1944, pour bombarder Anvers et le Luxembourg, avec des résultats minimes.